# Echinacea purpurea

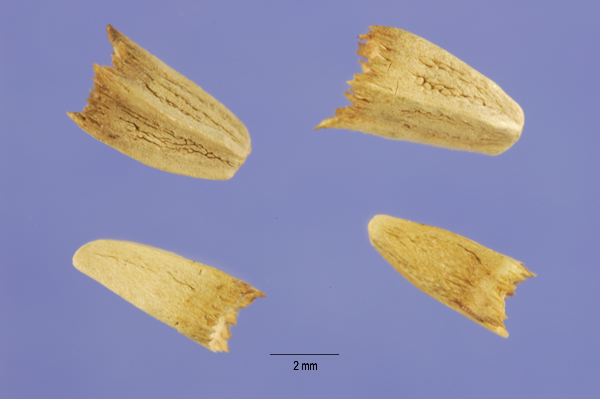
Frutos (aquenios)

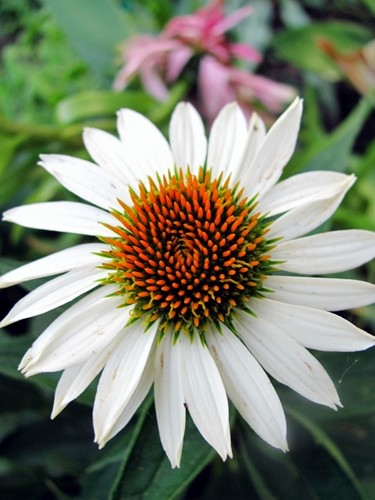
Detalle de la flor

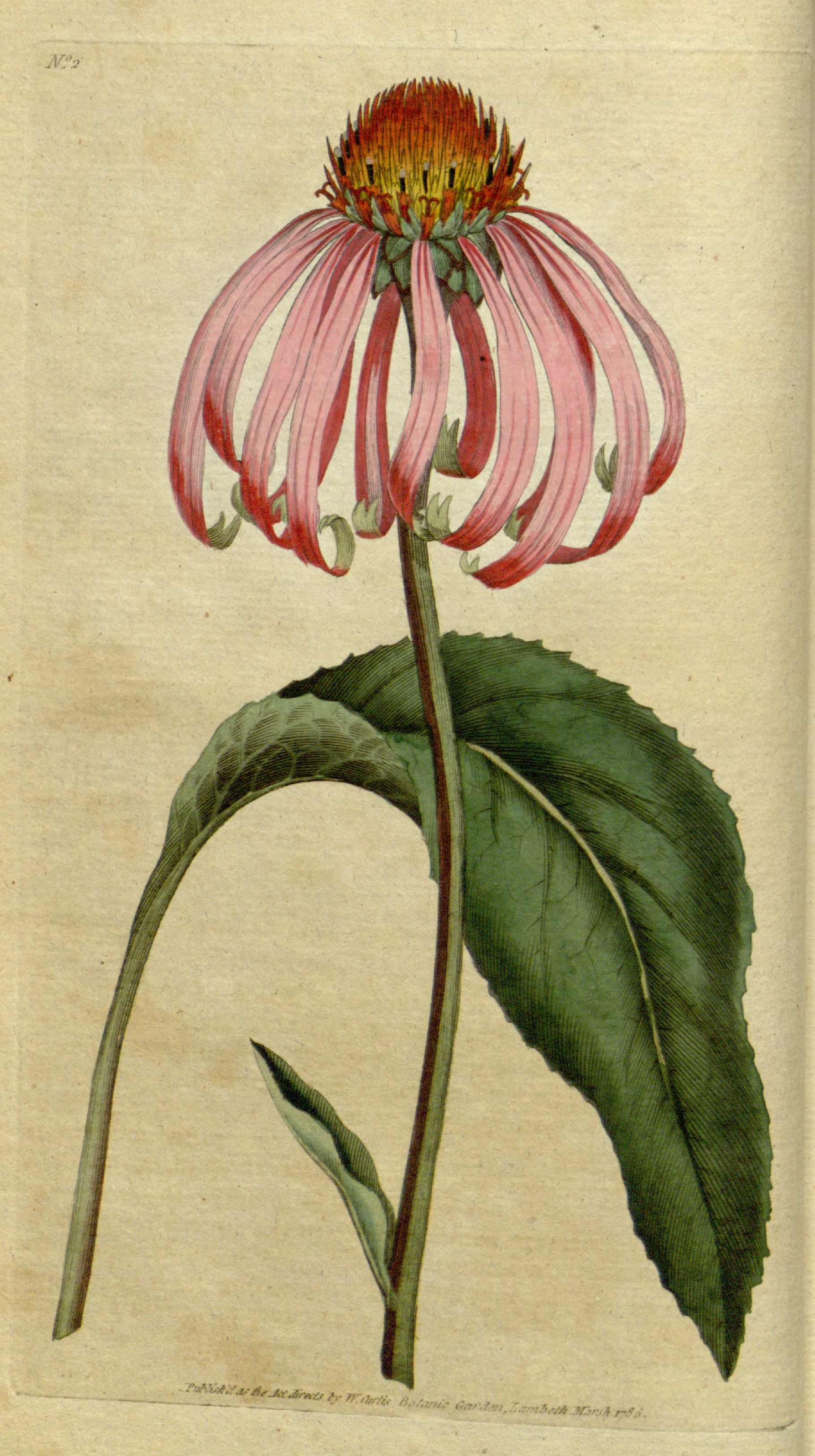
Ilustración en Curtis's Botanical Magazine, vol. 1, 1789.

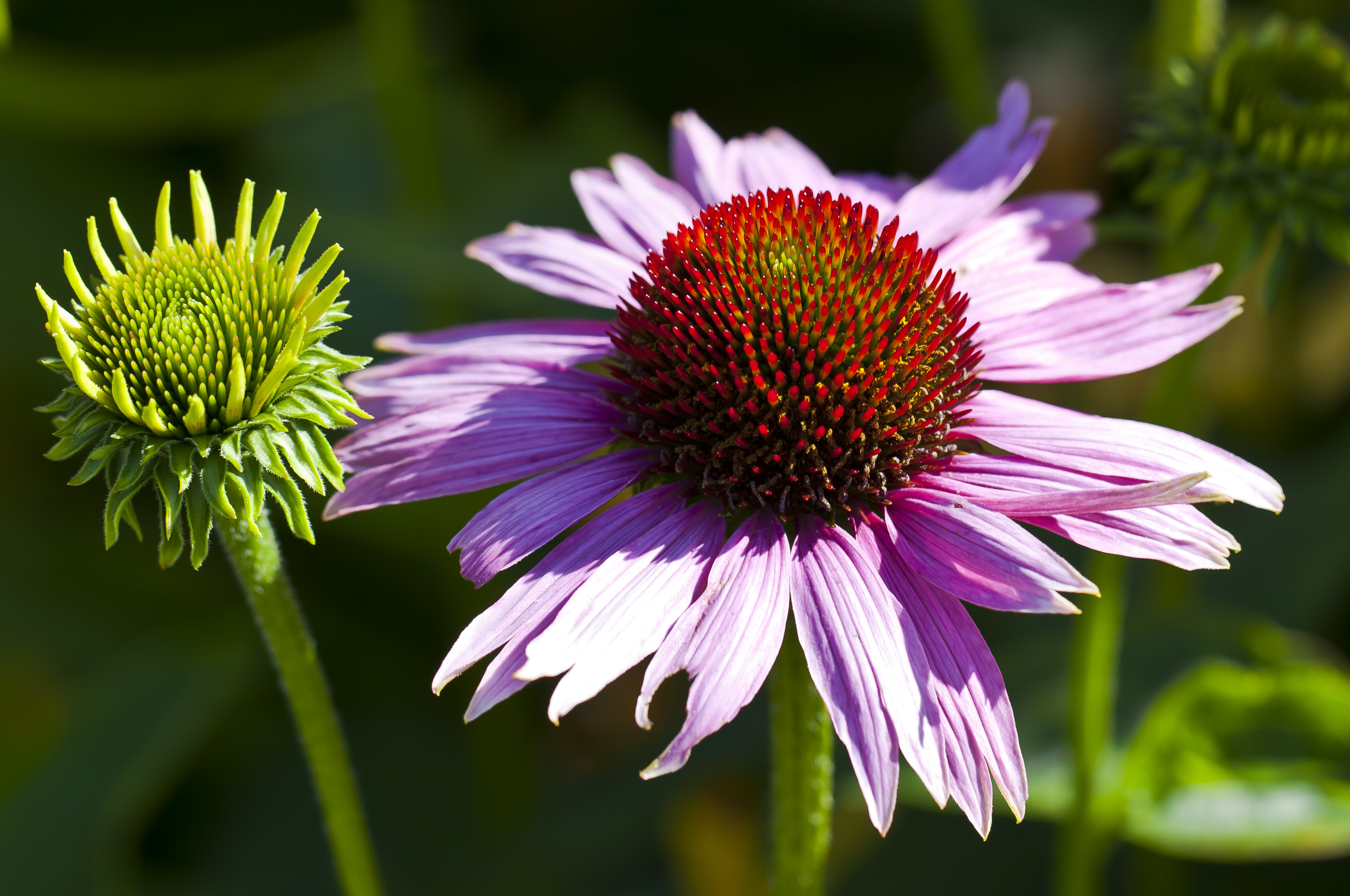

Echinacea purpurea ("eastern purple-coneflower" o  simplemente "purple-coneflower" en inglés) es una fanerógama de la familia Asteraceae, usada como planta medicinal y ornamental. Es nativa de Norteamérica.
Como planta medicinal, reduce los síntomas de las infecciones respiratorias agudas (IRA) siempre y cuando se tome al inicio de lo síntomas.

## Descripción
Es una planta herbácea con raíz negra y sabor picante. Alcanza el metro de altura y sus hojas son enteras y lanceoladas con tres nervaciones. Las flores externas son lígulas estériles de limbo estrecho y de unos 3 cm de longitud; son de color rosa o púrpura. Las flores centrales son tubulares y de color amarillo pálido. El receptáculo es espinoso y el fruto es un aquenio tetragonal medio centimétrico, de color amarillento, sin vilano, con una corona de dientes más o menos agudas y unas muecas longitudinales.

## Distribución y hábitat
Planta natural de Norteamérica donde se encuentra entre Illinois y Nebraska y hacia el sur hasta Misuri, Luisiana, Oklahoma, Kansas, Florida, Texas y México, donde crece en llanuras, praderas y colinas secas. Se cultiva como planta ornamental o debido a sus propiedades farmacológicas en otras partes del mundo.

## Taxonomía
Echinacea purpurea fue descrita por (L.) Moench y publicado en Methodus Plantas Horti Botanici et Agri Marburgensis : a staminum situ describendi 591. 1794.
Etimología
El nombre del género procede del griego echino, que significa "espinoso", debido al disco central espinoso de la cabezuela floral.
purpurea: epíteto latíno que significa "de color púrpura".
Sinónimos
Esta especie ha sido designada a lo largo de la historia con otros nombres científicos considerados sinónimos:
Brauneria purpurea (L.) Britton 
Echinacea intermedia Lindl. ex Paxton 
Echinacea purpurea (L.) Moench
Echinacea purpurea var. serotina (Sweet) L.H.Bailey
Echinacea serotina (Sweet) D.Don ex G.Don
Echinacea serotina DC.
Echinacea speciosa Paxton 
Rudbeckia hispida Hoffmanns.
Rudbeckia intermedia Lindl. ex Paxton
Rudbeckia purpurea L. 
Rudbeckia purpurea var. serotina (Sweet) Nutt.
Rudbeckia serotina Sweet 
Rudbeckia speciosa Link

## Importancia económica y cultural

### Uso tradicional
Las partes utilizadas la constituyen normalmente las raíces, pero en ocasiones también se emplean las hojas, tallos y flores de la planta. Es estimulante inmunitario recomendado para aumentar las defensas contra enfermedades infecciosas.
- Para el tratamiento de infecciones víricas como catarros y gripe.
- Por vía externa para el tratamiento de úlceras, llagas y heridas.